# 車路士 (倫敦)
車路士（英語：Chelsea），是英國倫敦市中心西南部的一個地方，處於泰晤士河北岸，是倫敦當地的一個高級住宅區，由肯辛頓-切爾西區管轄。車路士的皇家醫院是英國年度盛事車路士花展和倫敦巨匠臻藏藝術博覧會（Masterpiece London）的舉辦場地。